# Geolocalización
La geolocalización es la capacidad para obtener la ubicación geográfica real de un objeto, como un radar, un teléfono móvil o un ordenador conectado a Internet. La geolocalización puede referirse a la consulta de la ubicación, o bien para la consulta real de la ubicación. El término geolocalización está estrechamente relacionado con el uso de sistemas de posicionamiento, pero puede distinguirse de estos por un mayor énfasis en la determinación de una posición significativa (por ejemplo, una dirección de una calle) y no solo por un conjunto de coordenadas geográficas.
Este proceso es generalmente empleado por los sistemas de información geográfica, un conjunto organizado de hardware y software, más datos geográficos, que se encuentra diseñado especialmente para capturar, almacenar, manipular y analizar en todas sus posibles formas la información geográfica referenciada.

## Medios
Para cualquier geolocalizador, el motor de posicionamiento usa a menudo el método de la radioayuda. Por ejemplo, Time Difference Of Arrival (TDOA) para la precisión. Los sistemas TDOA a menudo utilizan pantallas de asignación u otros sistemas de información geográfica. Cuando una señal de GPS no está disponible, las aplicaciones de geolocalización pueden utilizar la información de las torres telefónicas para triangular la posición aproximada, un método que no es tan preciso como el GPS, pero que ha mejorado mucho en los últimos años. Esto está en contraste con las tecnologías de radiolocalización anteriores, por ejemplo la Radiogoniometría en la que se consigue una línea de rodamiento a un transmisor como parte del proceso.Internet y la geolocalización web se pueden realizar mediante la asociación de una ubicación geográfica, como la dirección de Protocolo de Internet (IP), la dirección MAC, RFID, facturas, el sistema de posicionamiento Wi-Fi, las huellas digitales o las coordenadas de un dispositivo GPS. En general, la geolocalización funciona observando automáticamente una dirección IP en un servicio WHOIS y recuperando la dirección física.
Los datos de localización de direcciones IP pueden incluir información como: el país, la región, la ciudad, el código postal, la latitud, la longitud y la zona horaria. También se pueden determinar otros parámetros como: el nombre de dominio, la velocidad de conexión, ISP, el lenguaje, los proxies, nombre de la empresa, US DMA / MSA, los códigos NAICS, y el hogar o negocio.
A veces la geolocalización puede emplearse de forma deductiva, un ejemplo fue el crowdsourcing realizado para buscar y determinar la posición de los videos de los campos de entrenamiento, combate y decapitaciones en Siria. Conseguido mediante la comparación de las características detectadas en el video, con bases de datos cartográficos disponibles públicamente, tales como Google Earth, tal como se explica en sitios web como Bellingcat.

## Geolocalización de coordenadas
La palabra de geolocalización también se refiere a las coordenadas de latitud y longitud de un lugar determinado. Término y definición estandarizada por la norma ISO/IEC 19.762-5: 2008.

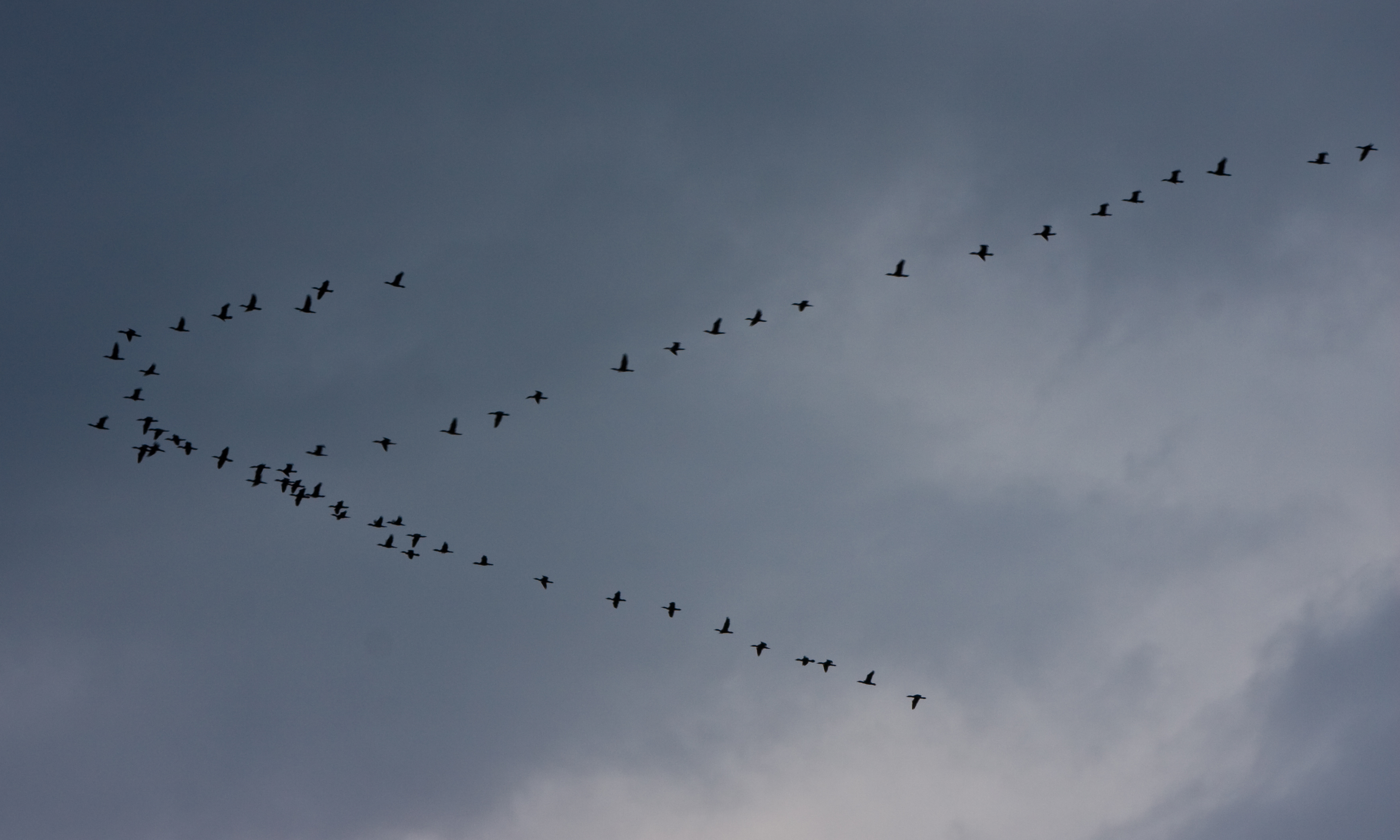
Migración de aves

## Geolocalización en biología y ecología
En el campo de la biología y la ecología, la palabra de geolocalización también se emplea para referirse al seguimiento de la migración de animales. Basado, por ejemplo, en el historial de tiempo de luz solar, la temperatura del agua o la profundidad, medida por un instrumento unido al animal. Son empleados instrumentos como los microchips implantados o el seguimiento por satélite. Y también el uso del Registrador de datos.

## Geolocalización en la inteligencia comercial
En el campo de la empresa, la geolocalización es utilizada por compañías para entender el entorno en relación con sus puntos de venta y consumidores. La denominada inteligencia de localización permite resolver un problema particular a través de la obtención de una visión significativa de las relaciones de datos geoespaciales.

## Geolocalización en educación
El Informe Horizon 2012 de Educación Superior en Iberoamérica, ya marcaba la geolocalización como una de las tendencias educativas a implantarse en los siguientes dos o tres años. El desarrollo de esta tendencia se ha visto favorecido por el uso creciente del Aprendizaje electrónico móvil en el aula. Por otra parte, no es indispensable un dispositivo móvil para la geolocalización, ya que también se puede realizar desde un ordenador, donde el estudiante tiene a su disposición la nube para albergar y compartir mapas, rutas, lugares de interés, etc., útiles para su aprendizaje. La geolocalización favorece la vinculación del estudiante a un proyecto en su entorno, el cual se convierte en significativo y le ayuda a conocer aspectos propios de la comunidad en la que vive.

## Geolocalización de los visitantes en Internet
Con la geolocalización IP es posible realizar un seguimiento de la ubicación de los visitantes, utilizando la base de datos de geolocalización IP, o una API. Los visitantes podrán ser geolocalizados en cualquier ciudad, región o país.
La dirección IP es una tecnología que se emplea en Internet y asigna catálogos de direcciones IP por parámetros, tales como la ubicación geográfica (país, región, estado, ciudad y código postal), el tipo de conexión, proveedor de servicios Internet (ISP), información de proxy y más.
A la dirección IP se le conoce también como: tecnología de geolocalización. Esta información es utilizada por las empresas para la segmentación. Segmentación que puede ser medida mediante su audiencia, o basarse en la página web o también basada en las visitas. Además de para: el contenido de la localización (o sitio web de localización), gestión digital de derechos, la personalización de contenidos, la detección de fraudes en línea, la búsqueda localizada, la gestión del tránsito y la distribución de contenidos.

## Geolocalización social
Cuando se habla del concepto de geolocalización se indica que cualquier persona u objeto puede ser localizado en un punto en el espacio. Si se une este concepto al de redes sociales se habla de la localización de las personas y negocios en el espacio que comparten en sus redes sociales para generar comunicación, lo que hace referencia a las nuevas formas de relación social que surgen gracias a la geolocalización de los individuos con sus móviles y que pueden desarrollarse mediante diversas herramientas.
Los usos de la geolocalización social son múltiples y dependen de los objetivos buscados: localizar (conocer dónde se encuentra una persona, objeto, recurso u organización en el mapa), posicionar (lograr situarse en la primera página del buscador Google de forma natural sin elementos de pago), emocionar (identificar las emociones vinculadas con un lugar concreto a través de lo que transmite el usuario (geoposicionamiento emocional), opinar (generar una opinión y dar una puntuación sobre un lugar que afecta a la reputación en línea), programar (se pueden programar acciones en redes sociales a partir de la geolocalización del usuario), vender (comercializar productos o servicios en función de la localización de los clientes en un entorno), publicitar (realizar campañas de publicidad utilizando como criterio la localización del negocio y de los potenciales clientes), proteger (gestionar la privacidad del usuario mediante un uso racional a la hora de compartir su geolocalización en el espacio), medir (realizar mediciones cuantitativas que aporten datos sobre el comportamiento de los usuarios) y jugar (el uso de técnicas de juego como herramienta de marketing, la denominada gamificación).

## Estándares
Algunas normas son: ISO 3166, FIPS, INSEE, GeoNames, la IATA y la OACI.